# Morarano (Arivonimamo)
Pour les articles homonymes, voir Morarano.
Morarano est une commune urbaine malgache, située dans la partie nord-est de la région d'Itasy.